# Potrerillos kommun, Cortés
Potrerillos är en kommun i Honduras.   Den ligger i departementet Departamento de Cortés, i den västra delen av landet, 150 km nordväst om huvudstaden Tegucigalpa. Antalet invånare är 17 728. Arean är 88 kvadratkilometer.
Terrängen i Potrerillos är platt åt nordost, men åt sydväst är den kuperad.